# Betűsablon

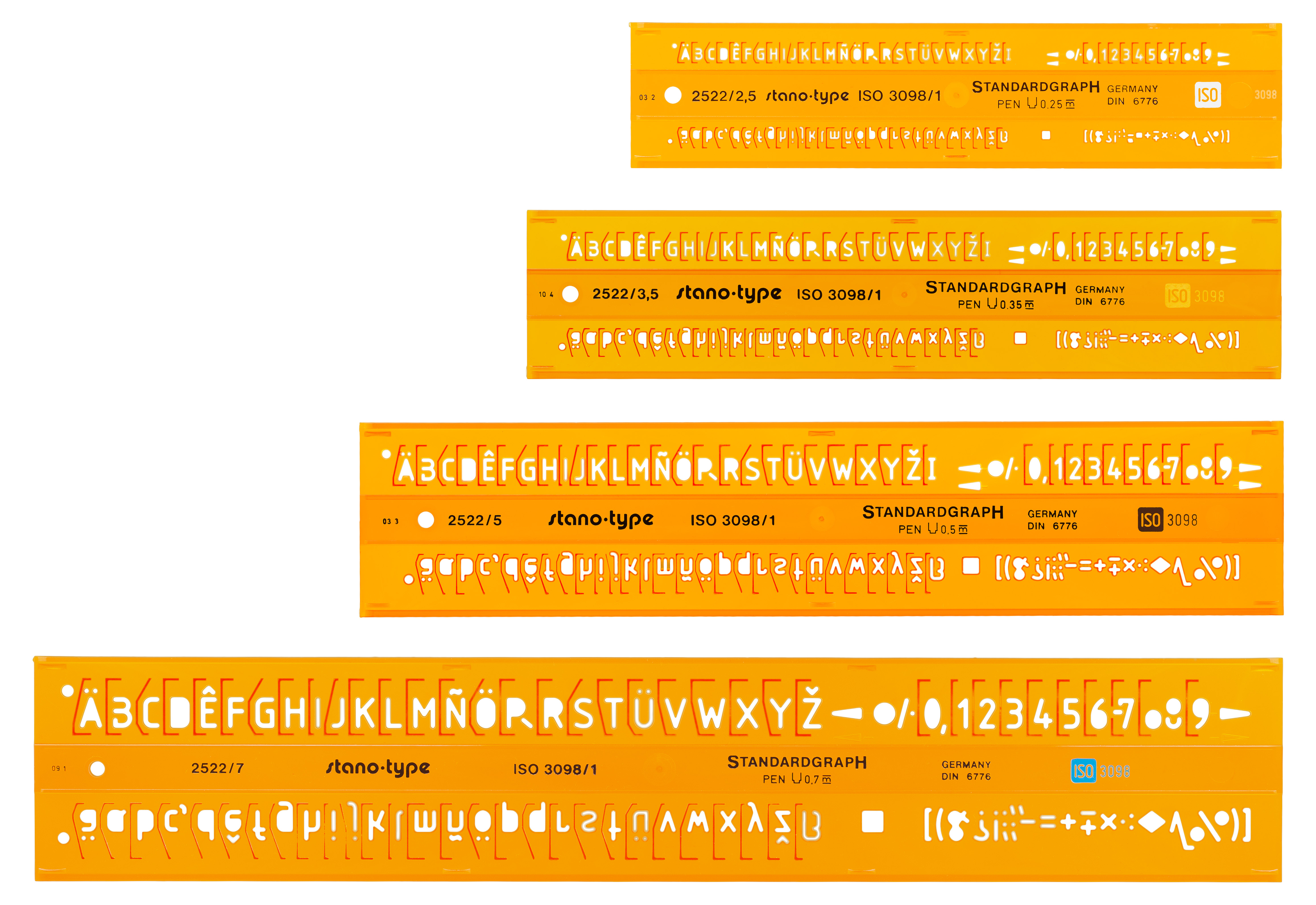
Különböző méretű, műszaki rajzokhoz használt betűsablonok

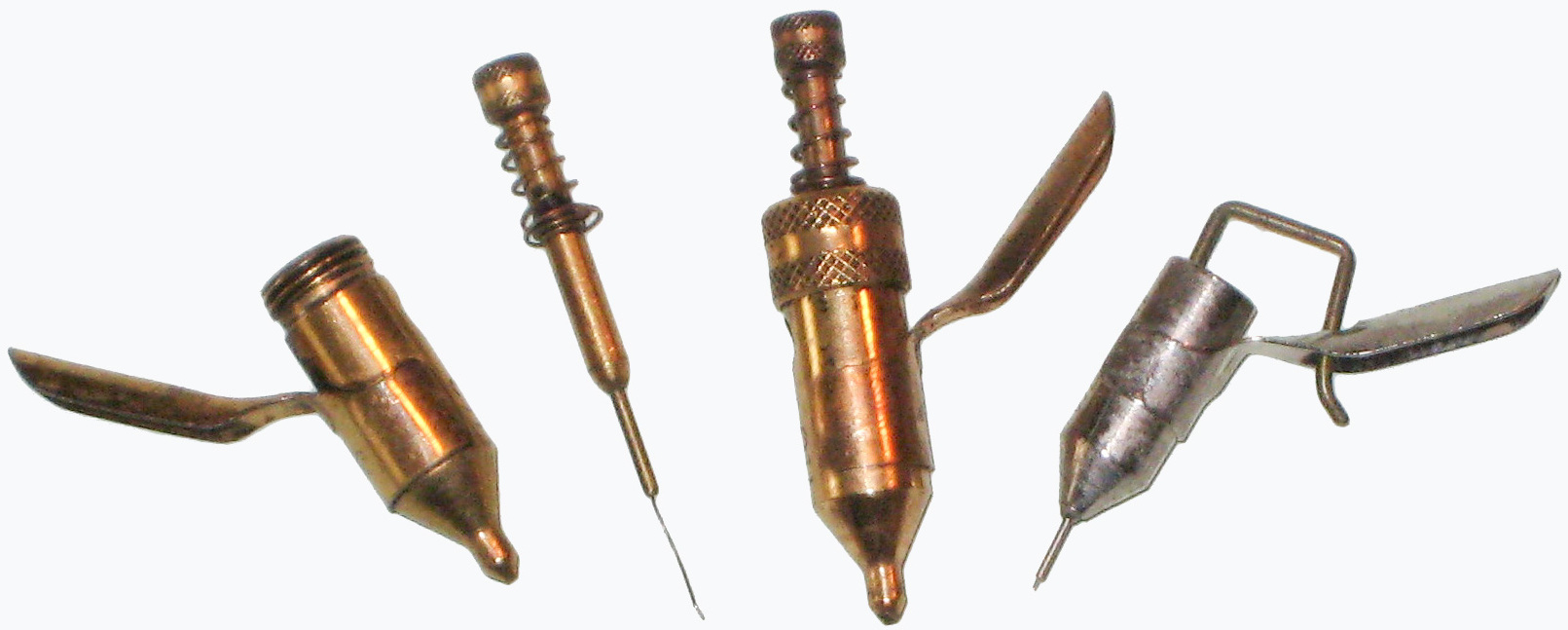
A sablonokhoz használt tollhegyek

A betűsablon egy speciális sablon, melyet műszaki rajzok feliratozásához használnak. A fémből vagy műanyagból készült eszközön az ábécé betűi, számok és egyéb írásjelek mellett milliméteres (vagy más hosszmérték szerinti) beosztás is található. Segítségével gyorsan és egységesen lehet a rajzok kiegészítőszövegét elkészíteni.
A sablonhoz csőtollat és tust használtak eredetileg tollszárba tűzve, később olyan tustollakat, melyek a tintás töltőtollakra hasonlítottak, de csőtollban végződtek. A betűsablonokat kis kiemelkedések tartották mintegy fél milliméteres távolságban a papírtól, hogy a tus ne fusson el. A sablont úgy használták, hogy a rajztábla vonalzóját rögzítették, és a sablont rajta tologatva írták a betűket, ezzel biztosítva, hogy a szöveg egy sorban maradjon.
Bár a számítógépek használata fokozatosan kiszorította a betűsablonokat, a 20. század folyamán az eszköz könnyebbé tette a műszaki rajzok feliratozását. Főleg építészek, műszaki rajzolók használták munkáik során.
A betűsablont írástudatlanok és írni tanulók is használják az írás elsajátításhoz.